# 17pdr SP Achilles
Il 17 pdr Self Propelled Achilles era una variante britannica del cacciacarri statunitense M10, soprannominato Wolverine dagli inglesi, ed equipaggiato dal potente cannone da 17 libbre al posto del cannone da 76 mm della versione standard. Dopo lo Sherman Firefly, è stato il carro equipaggiato con il cannone da 17 libbre prodotto in maggior numero (1.100 esemplari).
Il soprannome Achilles, che ufficialmente identificava anche l'M10 Wolverine, fu tuttavia poco usato durante la guerra. Ci si riferiva all'Achilles principalmente come 17pdr M10 oppure come TD (Tank Destroyer) dagli statunitensi.

## Sviluppo
Dopo i successi della Blitzkrieg negli anni 1939-1941, in America si cominciò a pensare alla costruzione di un carro veloce, poco corazzato (quindi leggero) ed equipaggiato con cannoni anticarro ad alta velocità. Il risultato fu un carro costruito sul telaio dello Sherman con un'armatura molto inclinata per essere compatibile con le velocità che doveva raggiungere: lo M10. Contemporaneamente in Inghilterra si cominciò a pensare al progetto di un cannone semovente, basso, con una corazza che potesse resistere al fuoco dei 50 mm tedeschi a 800 m di distanza e possibilmente con una torretta girevole a 360 gradi. Tuttavia, nel 1942, dopo l'arrivo dell'M10 in Inghilterra questo progetto venne abbandonato.
Infatti il cannone da 76 mm era più efficace del 6 libbre britannico che equipaggiava la maggior parte dei carri d'oltre manica ed era paragonabile al 7.5 cm KwK 40 che equipaggiava il Panzer IV e lo Sturmgeschütz III. Inoltre la corazza si dimostrò efficace contro i colpi del 50 mm tedesco utilizzato come arma anticarro principale in quel periodo. L'M10 si dimostrò così in grado di distruggere tutti i corazzati tedeschi ad eccezione del Tiger.
Si decise quindi di montare sull'M10 il cannone da 17 libbre che aveva una capacità performante di gran lunga superiore al 76 mm standard. Le modifiche richieste al carro standard furono minime: innanzitutto, per contrastare il maggior peso della culatta del nuovo cannone, venne montato un contrappeso subito dietro il freno di bocca, infine venne aumentato lo spessore della corazza ed adottati degli scudi sulla torretta per proteggere l'equipaggio dalle minacce dall'alto in quanto l'M10 aveva una torretta aperta.

## Armamento
Come detto, l'armamento principale era rappresentato dal cannone da 17 libbre che era più efficace del 76 mm. Era il cannone britannico più potente della seconda guerra mondiale e poteva essere paragonato all'8.8 cm KwK 36 che equipaggiava il Tiger. Poteva perforare 140 mm di corazza a 500 m di distanza (131 mm a 1.000 m) con normali proiettili perforanti e finalmente poteva fornire agli alleati una potenza di fuoco adeguata per poter perforare la corazza di praticamente tutti i carri tedeschi. Con l'uso di munizione APDS (Armour Piercing Discarding Sabot - proiettile perforante con abbandono d'involucro) le capacità perforanti erano ulteriormente migliorate. Tuttavia i proiettili APDS cominciarono ad essere disponibili in gran numero solo verso la fine della guerra.
L'armamento secondario era costituito da una mitragliatrice Browning M2HB .50 cal per uso antiaereo.

## Uso operativo

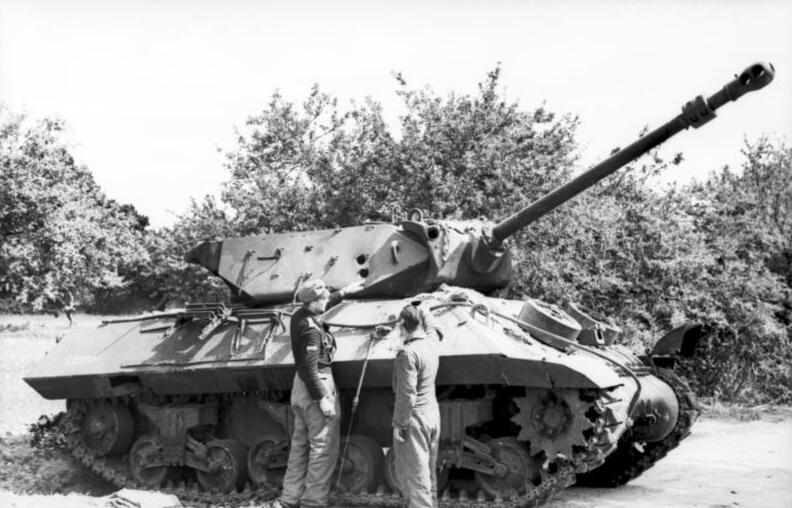
Un Achilles danneggiato in Francia, 1944. Sono visibili i fori di tre proiettili nella torretta

Mentre gli statunitensi concepivano l'M10 come un cacciacarri, gli inglesi lo consideravano più utile come cannone semovente specialmente nella versione 17pdr M10. Infatti il cannone anticarro da 6 libbre era agile, leggero e facilmente trasportabile dalla fanteria ma non era efficace contro i carri tedeschi più pesanti. Al contrario il cannone da 17 libbre era sì efficace, ma era anche pesante e poteva richiedere svariate ore per poterlo trasportare in posizione, trincerarlo e mimetizzarlo. Così nel caso di veloci contrattacchi da parte del nemico poteva rivelarsi del tutto inutile. Il 17pdr M10 doveva sopperire a questa mancanza, infatti venne usato dagli inglesi principalmente come carro difensivo per presidiare le posizioni appena conquistate dalla fanteria. L'unica occasione in cui fu usato come carro d'attacco fu in supporto ai plotoni di Churchill che non avevano a disposizione il Firefly.
Il 17pdr Achilles equipaggiò reggimenti di artiglieria anticarro delle divisioni corazzate britanniche a canadesi.